# Lise Cloquet
Pour les articles homonymes, voir Cloquet.

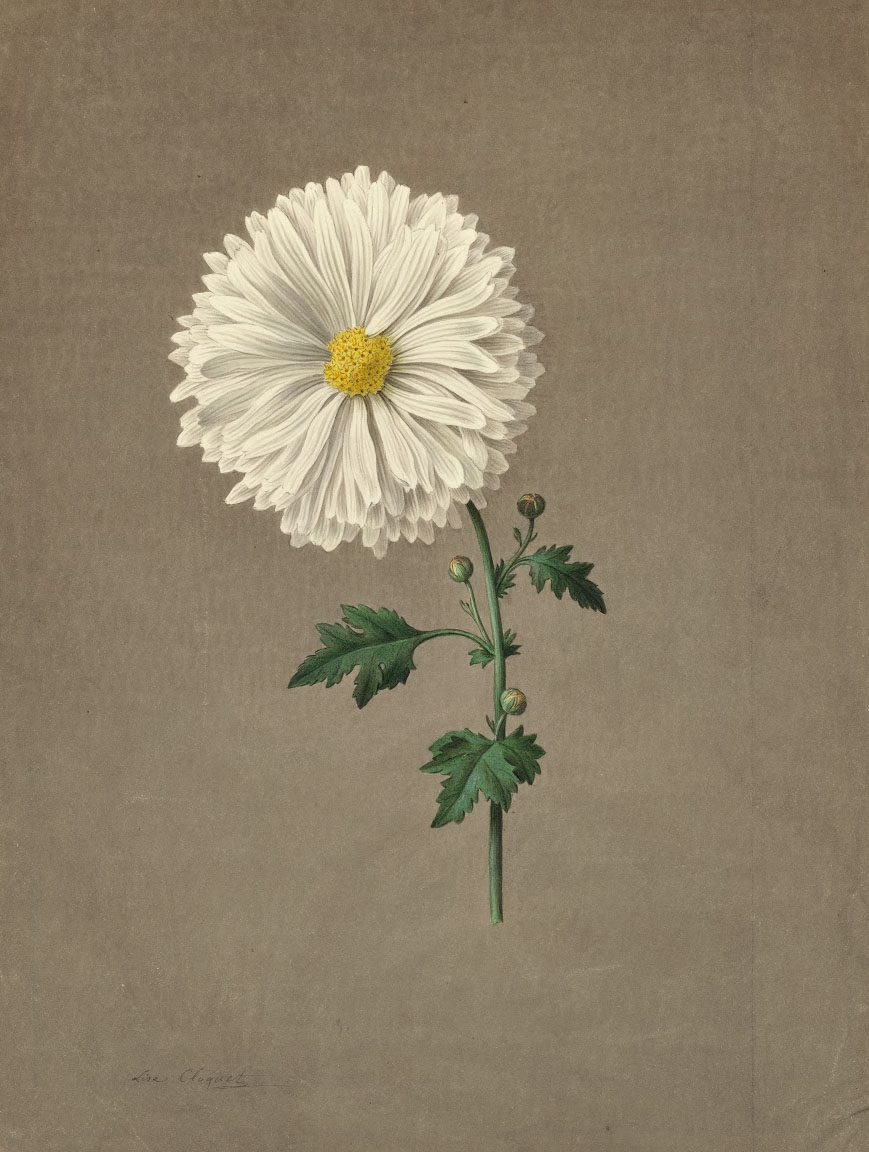
Chrysanthème, 1820.

Lise Cloquet, également connue sous le nom d'Anne-Louise Cloquet, née en 1788, à Paris et morte le 30 octobre 1860 dans la même ville, est une peintre française connue pour ses peintures des plantes.

## Biographie

### Famille
En 1783, Jean-Baptiste Cloquet épouse Claude Lajude. Ils ont quatre enfants, Hippolyte, Lise, Jules, médecin et Rose.
Jean-Baptiste Cloquet, est illustrateur et graveur.

### Formation
Lise Cloquet apprend à dessiner par son père. Il enseigne le dessin à tous ses enfants, notamment au collège Sainte-Barbe.
Elle est influencée par l'illustrateur botanique Pierre-Joseph Redouté.

### Carrière artistique
32 de ses œuvres, dont une représentant un chrysanthème blanc, datant de 1820, sont actuellement conservées à la Oak Spring Garden Foundation à Upperville (Virginie), en Virginie aux États-Unis,.
Elle meurt à son domicile parisien à l'âge de 73 ans.